# Marianne von Angern
Marianne von Angern (* 24. August 1898 in Oedenburg, Österreich-Ungarn; † 1969 in Aachen) war eine deutsche Schriftstellerin.

## Leben
Marianne von Angern gehörte dem Adelsgeschlecht von Angern an. 1930 gab von Angern ihren ersten Roman heraus. Ihre meisten Bücher beinhalteten Geschichten über Liebe und junge Mädchen. 1966 lebte sie geschieden in West-Berlin am Kurfürstendamm.
Ihr Roman Die ganz großen Torheiten wurde 1937 als Die ganz großen Torheiten verfilmt.

## Werke
- Eine von Vielen. Cotta, Stuttgart und Berlin 1930 (Erstes Werk).
- Die ganz großen Torheiten. Wiking Verlag, Berlin 1936 (verfilmt).
- Frag nicht nach den Jahren. Luckmann Verlag, Wien 1951 (Roman).
- Die kleine Melodie. Max Seyfert Verlag, München 1955 (Roman).
- Pharao. Obelisk Verlag, München und Wien 1966 (letztes Werk).